# Davide Di Gennaro
Davide Di Gennaro (Milão, 16 de Junho de 1988) é um futebolista italiano que atua como meia e atacante. Atualmente está no San Marzano, da Série D italiana.

## Carreira

### Início de carreira
Di Gennaro começou a carreira no Milan, proveniente do clube amador Cimiano, em 1995. Lá, ele passou a ser o capitão do time Sub-20. Em 19 de maio de 2007, fez sua primeira estréia na equipe principal, aos 18 anos, em um jogo da Série A contra a Udinese. Para a temporada 2007-08, o jovem meio-campista foi emprestado ao Bologna para a disputa da Série B, onde marcou dois gols em 22 jogos, desempenhando um papel importante na promoção do clube à Série A.

### Estreia na Série A
Em agosto de 2008, Di Gennaro foi transferido para o Genoa em um acordo de empréstimo, em contrapartida ao retorno de Marco Borriello ao Milan. No entanto, depois de disputar apenas um jogo na liga, ele foi emprestado ao Reggina, antes do prazo de transferência. Curiosamente ele marcou o seu único gol da temporada - o seu primeiro na Serie A - no jogo contra Milan no San Siro, em 7 de fevereiro de 2009. Os Rossoneiros empataram mais tarde e a partida terminou 1-1.
Em 27 de junho de 2009, o Milan repatriou Di Gennaro da co-propriedade com o Gênova por meio de um leilão cego, depois que as duas equipes não conseguiram chegar a um acordo, por 1,25 milhões de euros. Di Gennaro assinou um novo acordo de 3 anos. No entanto, durante um amistoso de pré-temporada, ele sofreu uma lesão de quebra do metatarso, o que o forçou a ficar afastado pelos primeiros meses da temporada. Depois de se recuperar da lesão, ele lutou para voltar a atuar, jogando apenas dois jogos da Coppa Italia. Para obter mais tempo de jogo, em 29 de janeiro de 2010, ele foi emprestado ao Livorno pelo restante da temporada.

### Padova
Para a temporada 2010-11, Di Gennaro foi emprestado ao Padova, para a disputa da Série B. Como no ano anterior, ele sofreu uma lesão durante a pré-temporada, o que o manteve fora por um mês. Após a sua recuperação, Di Gennaro fez sua estréia oficial pelo clube em um jogo fora de casa, pela da liga, contra o Modena, quando o Padova perdeu por 1-0, em 5 de setembro de 2010. Três semanas depois, no dia 25 de setembro, ele também marcou seu primeiro gol pela equipe, em uma vitória por 2-0 contra o AlbinoLeffe em casa. Ele fechou a temporada marcando 5 gols em 17 partidas na liga. Di Gennaro também acresceu mais um ano de contrato com o Milan, que duraria até 30 de junho de 2013.

### Seleção Italiana
Di Gennaro atuou em vários níveis de futebol de base das seleções italianas, somando um total de 15 jogos, pelo Sub-16 até o Sub-20. Ele fez sua estréia com a Seleção Sub-21 em 18 de novembro de 2008, em um amistoso contra a Alemanha.

## Títulos
Milan
- Liga dos Campeões da UEFA: 2006–07

Lazio
- Supercopa da Itália: 2017
- Copa da Itália: 2018–19